# Winter-Asienspiele 2025/Teilnehmer (Vereinigte Arabische Emirate)
| Gelbes Symbol für Goldmedaillen mit stilisierten Olympischen Ringen | Graues Symbol für Silbermedaillen mit stilisierten Olympischen Ringen | Braundes Symbol für Bronzemedaillen mit stilisierten Olympischen Ringen |
| ------------------------------------------------------------------- | --------------------------------------------------------------------- | ----------------------------------------------------------------------- |
| —                                                                   | —                                                                     | —                                                                       |

Die Vereinigten Arabischen Emirate nehmen an den Winter-Asienspiele 2025 in Harbin teil.

## Teilnehmer nach Sportarten

### Freestyle-Skiing
| Athleten           | Wettbewerbe | Qualifikation | Qualifikation | Finale | Finale | Rang |
| Athleten           | Wettbewerbe | Punkte        | Rang          | Punkte | Rang   | Rang |
| ------------------ | ----------- | ------------- | ------------- | ------ | ------ | ---- |
| Männer             |             |               |               |        |        |      |
| Sultan Al Ghandi   |             |               |               |        |        |      |
|                    |             |               |               |        |        |      |
| Abdulla Al Rasheed |             |               |               |        |        |      |
|                    |             |               |               |        |        |      |

### Ski Alpin
| Athleten           | Wettbewerbe | 1. Lauf     | 1. Lauf | 2. Lauf     | 2. Lauf | Gesamt      | Gesamt |
| Athleten           | Wettbewerbe | Zeit        | Rang    | Zeit        | Rang    | Zeit        | Rang   |
| ------------------ | ----------- | ----------- | ------- | ----------- | ------- | ----------- | ------ |
| Frauen             |             |             |         |             |         |             |        |
| Aluswaidi Hamda    | Slalom      | DNS         | DNS     | DNS         | DNS     | DNS         | DNS    |
| Männer             |             |             |         |             |         |             |        |
| Abdulla Al Balushi | Slalom      | 1:08,28 min | 42      | 1:07,50 min | 36      | 2:15,78 min | 36     |
| Hassan Al Fardan   | Slalom      | DNF         | DNF     | DNF         | DNF     | DNF         | DNF    |
| Alexander Astridge | Slalom      | 51,70 s     | 19      | 52,10 s     | 17      | 1:43,80 min | 17     |
| Abdulla Kafin      | Slalom      | DNS         | DNS     | DNS         | DNS     | DNS         | DNS    |

### Snowboard
| Athleten          | Wettbewerbe | Qualifikation | Qualifikation | Finale        | Finale        | Rang |
| Athleten          | Wettbewerbe | Punkte        | Rang          | Punkte        | Rang          | Rang |
| ----------------- | ----------- | ------------- | ------------- | ------------- | ------------- | ---- |
| Frauen            |             |               |               |               |               |      |
| Amenah Al Muhairi | Slopestyle  | 23,50         | 9             | ausgeschieden | ausgeschieden | 9    |
| Amenah Al Muhairi |             |               |               |               |               |      |
| Männer            |             |               |               |               |               |      |
| Humaid Al Ansari  | Slopestyle  | —             | —             | 28,25         | 6             | 6    |
| Humaid Al Ansari  |             |               |               |               |               |      |